# Bores (Cantabria)
Bores es una localidad perteneciente al municipio de Vega de Liébana (Cantabria, España). Está situado a 624 metros de altitud. Dista tres kilómetros de la capital municipal, La Vega y en 2008 tenía una población de 35 habitantes (INE). 

## Historia
Esta localidad está citada en una serranilla del Marqués de Santillana conocida como «La moçuela de Bores» y que comienza así:
Moçuela de Bores

allá do La Lama,

pusom' en amores.

Cuidé qu'olvidado

amor me tenía,

como quien s'avía

grand tienpo dexado

de tales dolores

que más que la llama

queman, amadores.

La relación de esta localidad con la familia de los Mendoza, queda patente no solo por la citada serranilla, sino también por sus posesiones en la villa.

## Patrimonio
- Iglesia parroquial de Santa Eulalia: en la fachada norte del templo hay una estela cántabra llamada «estela de Bores», con una inscripción de cinco líneas alusiva a una persona fallecida en el año 351.

- Torres de Campo: se trata de un conjunto arquitectónico compuesto por dos torres medievales del siglo XV, de forma cuadrangular y supuestamente de 3 plantas. En la actualidad su lastimoso estado de ruina impide hacerse una idea de su estado original. Una de ellas tiene un arco de medio punto. Separadas por 80 metros y unidas a través de un camino rodeado de muro, fueron construidas por el Marqués de Santillana, Iñigo López de Mendoza, en el siglo XV. Las torres pertenecieron a la familia de los Mendoza y en el año 1624, fue propietario don García Sánchez de Campo de la Lama. Este monumento está incluido en la Lista roja de patrimonio en peligro de la organización para la defensa del patrimonio Hispania Nostra.

## Hijos ilustres
- Luis Hoyos Mier: religioso del siglo XVIII.